# Зникнення (оповідання)
«Зникнення» (англ. Disappearance) — цикл оповідань Елізабет Гаскелл, котре об'єднує низку коротких розповідей про зниклих за дивних обставин людей. Уперше було надруковано в червневому номері журналу «Домашнє читання» (Household Words) за 1851 рік, редактором котрого був Чарльз Діккенс. Видання вийшло без підпису автора.
Пізніше, у 1855 році, твір був надрукований лондонськими видавцями Чапменом і Холлом у збірці «Ліззі Лі та інші історії» (англ. Lizzie Leigh and Other Tales), а у 1865 році перевиданий ще одними лондонськими видавцями Елдером і Смітом разом з іншими короткими творами авторки у збірці «Сіра жінка та інші історії» (англ. The Grey Woman and Other Tales). У обох виданнях разом із цим оповіданням було поміщено додаткову статтю-роз'яснення щодо історії про зниклого студента, котрого всі вважали мертвим: як виявилося, він поїхав до Америки і думки про його загибель були безпідставними.

## Сюжет
Авторка ніби переповідає почуті в дитинстві розповіді про такі таємничі зникнення людей:
- зникнення паралізованого дідуся з галявини біля будинку;
- зникнення повірника з грошима за оренду землі (через кілька десятків років з'ясували, що чоловіка вбили);
- зникнення нареченого в день його весілля;
- ще одне зникнення молодика в день весілля, після якого наречена все життя його чекала;
- зникнення студента-медика (авторка наводить висунуте громадськістю припущення про загибель хлопця від рук відомих англійських злочинців);
- зникнення власника Ґаррет Холу.

## Історія написання
Твір був написаний під впливом трагедії, що сталася в житті Е. Гаскелл: під час плавання до Індії у 1827 році після прибуття до берегів Калькутти з судна за нез'ясованих обставин зник її брат Джон, з яким вона підтримувала дуже близькі й теплі стосунки. Більше Елізабет за все життя не отримала від нього жодної звістки. Ця втрата була дуже відчутною для письменниці — відтоді вона ніколи не згадувала про цю подію, але в її творах з'являються персонажі, що нагадують Джона, — брат Метті, Пітер, у «Кренфорді», Фредерик Хейл у «Півночі і Півдні». А в 1851 році Е. Гаскелл пише оповідання про дивні зникнення людей, обставини яких з'ясовувалися з часом,.

## Життєва основа твору
У своїй книзі «Уривки» Вільям Маскелл висловлює думку, що основою розповіді про зниклого паралізованого дідуся стала історія Овена Парфіта, що відбулася 1768 року у Шропширі. Варіант Елізабет Гаскелл спотворює правду й подає інформацію викривлено, але письменниця точно знала подробиці цієї історії. Розповісти про ці події авторці міг доктор Семюел Батлер, єпископ Лічфілда.
Фактичну основу ще однієї історії — про зниклого повірника — підтверджує друг Елізабет Гаскелл Генрі Грін: схожа ситуація мала місце у рідному для письменниці місті Натсфорд.
Незважаючи на те, що в історії про зниклого студента-медика Елізабет Гаскелл не наводила достовірних даних, а лише переповіла місцеві чутки, в «Домашнє читання» («Household Words») почали надходити листи із запереченнями описаного факту. Журнал надрукував кілька статей зі спростуваннями правдивості описаного: одну через два тижні після публікації «Зникнення», а іншу через вісім місяців (A Disappearance Cleared Up // Household Words. February, 1852). У наступній статті було наведене точне підтвердження, що студент зовсім не зник, а приєднався до британської Ост-Індської компанії і помер від холери. Також згадується про сім'ю Джона Гаунта, котрий завдяки оповіданню був звинувачений сусідами у вбивстві юнака. Через сім років надруковано ще одну статтю «Характерне вбивство» (Character-Murder // Household Words. January, 1859), у якій разом з коротким викладом наведеної в оповіданні інформації повідомлялося про виявлення нерозпізнаних людських кісток, які, за чутками, могли належати вбитому хлопцю, і про розголос цієї історії та звинувачення сім'ї Гаунта. Таким чином підкреслювався вплив художнього тексту з досить непевними даними на реальний перебіг ситуації.
У збірках «Ліззі Лі та інші історії» (англ. Lizzie Leigh and Other Tales) й «Сіра жінка та інші історії» (англ. The Grey Woman and Other Tales) оповідання теж подано разом зі статтею-поясненням про поїздку студента в Індію, але при цьому не згадано про його загибель.

## Особливості жанру
Оповідання є сумішшю пліток, чуток, місцевих легенд і конкретних фактів, написаних у відповідь на твори Чарльза Діккенса про детективну й поліційну роботу. Розпочинається воно посиланням на готичний твір про переслідування й переховування Вільяма Годвіна «Усе, як воно було, або пригоди Кейлеба Вільямса» (1794) — дистанціюючись від нього, авторка підштовхує читача до думки про правдивість своєї розповіді, але водночас обрані джерела ставлять під сумнів ці висновки.
Однією із особливостей твору є прагнення авторки розмити межу між реальністю і вигадкою. Засобом досягнення такої мети є наведення в одному ряду історій, які можна по-різному витлумачити: деякі не мають жодних пояснень (історії про зниклого паралізованого дідуся, про зниклих наречених), для інших, навпаки, пояснення знаходяться з часом (історія про власника Ґаррет Холу, про зниклого повірника), для третіх же наявне пояснення є вірогідним і базується на чутках і плітках (історія про зниклого студента). Тобто «дивне», надприродне демістифікувалося, йому знаходилося раціональне обґрунтування, але водночас воно ставало частиною реальності.
Особливість оповідання як жанру дає можливість вдало й у стислій формі подати факти й відтворити несподівані повороти сюжету, чим Елізабет Гаскелл вповні скористалася — невеликий твір розбито на ще менші оповідки.

## Переклади українською мовою
Українською мовою вперше перекладено Ігорем Андрущенком у 2014 році. Видано в межах збірки «Зникнення та інші оповідання» (Зникнення та інші оповідання / Елізабет Гаскелл ; пер. з англ. Ігоря Андрущенка.  — К. : Знання, 2014.  — 158 с.  — (English Library).  — ISBN 978-617-07-0195-4).